# Миасский городской округ
Миа́сский городско́й о́круг — муниципальное образование в Челябинской области России.
Административный центр — город Миасс. Соответствует административно-территориальной единице город областного значения Миасс.

## География
Миасский городской округ расположен на северо-западе Челябинской области, в 70 км к западу от Челябинска, в верхнем течении реки Миасс и её многочисленных левобережных притоков (Большой Киалим, Тыелга, Куштумга, Сыростан, Верхний Иремель и др.). Площадь городского округа составляет 1756,43 км2. Миасский городской округ граничит на западе с Златоустовским городским округом, на севере – с Карабашским городским округом, на северо-востоке – с Аргаяшским и Чебаркульским районами, на востоке – Чебаркульским городским округом, а на юге – с Республикой Башкортостан. Характерной особенностью территории округа является значительная её залесённость, наличие больших и малых озёр, прудов, изрезанность руслами многочисленных рек и ручьев, к поймам которых приурочены заболоченные территории. По территории округа проходят два горных хребта – Уральский и Ильменский, являющиеся частью системы параллельных горных хребтов меридионального направления области горно-складчатого Урала. Восточная часть округа, примыкающая к городу Миассу, занята Ильменским государственным заповедником. В состав городского округа входят 29 населённых пунктов, в том числе 1 город, 22 поселка и 6 сёл. Большинство населенных пунктов расположены вдоль основных транспортных магистралей, в юго-западной и северо-восточной части округа. Основные площади сельскохозяйственных земель сосредоточены в юго-восточной части округа.

## История
11 ноября 1919 года Декретом Всероссийского центрального исполнительного комитета был образован Миасский уезд Челябинской губернии с центром в городе Миассе, в который вошли Варламовская, Верхне-Карасинская, Ключевская 2-я, Кумлякская, Кундравинская, Соколовская, Сыростанская, Травниковская, Уйская, Филимоновская, Чебаркульская станицы; Кирибинская и Тургоякская волости. По решению III сессии Челябинского губисполкома IV созыва 13–15 ноября 1922 года Миасский уезд был ликвидирован, а на его месте был создан Златоустовский округ Уральской области, в который вошёл образованный на базе ликвидированных волостей и станиц уездов Миасский район. По постановлению Президиума ВЦИК от 18 января 1935 года за счёт разукрупнения ранее существовавших районов были образован самостоятельный Миасский район с центром в городе Миассе. По указу Президиума Верховного Совета РСФСР от 25 марта 1943 года Миасс был преобразован в город областного подчинения.
Статус и границы городского округа установлены законом Челябинской области от 26 августа 2004 года № 261-ЗО «О статусе и границах Миасского городского округа».

## Демография

### Численность населения
По итогам переписи численность населения на 1 октября 2021 года по составила 159 986. По численности населения Миасский городской округ занимает четвёртое место в области, после Челябинска, Магнитогорска и Златоуста. По состоянию на 2017 год в городском округе проживало 19,8 % граждан моложе трудоспособного возраста, 53 % трудоспособного возраста и 27,2 % старше трудоспособного возраста. 
| 2002     | 2005     | 2006     | 2007     | 2008     | 2009     | 2010     |
| -------- | -------- | -------- | -------- | -------- | -------- | -------- |
| 172 115  | ↘169 388 | ↘168 423 | ↘167 956 | ↘167 251 | ↘167 115 | ↘166 452 |
| 2011     | 2012     | 2013     | 2014     | 2015     | 2016     | 2017     |
| ↘166 369 | ↘166 179 | ↗166 231 | ↗166 564 | ↗167 160 | ↘167 096 | ↗167 481 |
| 2018     | 2019     | 2020     | 2021     | 2023     | 2024     | 2025     |
| ↘167 090 | ↘166 477 | ↘166 411 | ↘161 914 | ↘161 093 | ↘160 837 | ↘159 986 |

### Естественное движение населения
| Год  | Численность населения | Количество родившихся | Количество умерших | Естественный прирост населения | ОКР  | ОКС  | КЕП   |
| ---- | --------------------- | --------------------- | ------------------ | ------------------------------ | ---- | ---- | ----- |
| 2010 | 166 369               | 2249                  | 2462               | −213                           | 13,5 | 14,8 | −1,3  |
| 2011 | 166 179               | 2310                  | 2433               | −123                           | 13,9 | 14,6 | −0,7  |
| 2012 | 166 231               | 2494                  | 2495               | −1                             | 15,0 | 15,0 | −0,01 |
| 2013 | 166 564               | 2393                  | 2360               | 33                             | 14,4 | 14,2 | 0,2   |
| 2014 | 167 160               | 2345                  | 2402               | −57                            | 14,0 | 14,4 | −0,4  |
| 2015 | 167 096               | 2247                  | 2515               | −268                           | 13,4 | 15,1 | −1,7  |
| 2016 | 167 481               | 2266                  | 2391               | −125                           | 13,5 | 14,3 | −0,8  |
| 2017 | 167 090               | 1912                  | 2376               | −464                           | 11,4 | 14,2 | −2,8  |
| 2018 | 166 477               | 1736                  | 2334               | −598                           | 10,4 | 14,0 | −3,6  |
| 2019 | 166 411               | 1644                  | 2221               | −577                           | 9,9  | 13,3 | −3,4  |
| 2020 | 165 610               | 1567                  | 2710               | −1143                          | 9,5  | 16,4 | −6,9  |
| 2021 | 164 880               | 1580                  | 3025               | −1445                          | 9,6  | 18,3 | −8,7  |
| 2022 | 164 531               | 1373                  | 2393               | –1020                          | 8,3  | 14,5 | –6,2  |

## Транспорт
В пределах округа проходят автодороги федерального, областного и местного значения. Общее протяжение дорог составляет 216,7 км. Наиболее важным направлением является автомобильная дорога федерального значения М-5 «Урал» Москва – Челябинск (39,3 км в пределах округа). Данная дорога имеет важное народнохозяйственное значение. Она является единственной автомагистралью, связывающей Западную и Восточную Сибирь, Южный Урал с Башкортостаном, с центральной и европейской частью страны. 

## Состав городского округа
В состав городского округа входят 29 населённых пунктов:
| №  | Населённый пункт | Тип населённого пункта          | Население |
| -- | ---------------- | ------------------------------- | --------- |
| 1  | Архангельское    | посёлок                         | ↗21       |
| 2  | Верхний Атлян    | посёлок                         | ↘244      |
| 3  | Верхний Иремель  | посёлок                         | ↗13       |
| 4  | Горный           | посёлок                         | ↘135      |
| 5  | Зелёная Роща     | посёлок                         | ↘0        |
| 6  | Золотой Пляж     | посёлок                         | ↘60       |
| 7  | Красный          | посёлок                         | ↘6        |
| 8  | Ленинск          | посёлок                         | ↗1862     |
| 9  | Миасс            | город, административный центр   | ↘146 650  |
| 10 | Михеевка         | посёлок                         | ↗89       |
| 11 | Наилы            | посёлок                         | ↗46       |
| 12 | Нижний Атлян     | посёлок                         | ↗1271     |
| 13 | Новоандреевка    | село                            | ↘832      |
| 14 | Новотагилка      | посёлок                         | ↗680      |
| 15 | Новый Хребет     | посёлок                         | ↗8        |
| 16 | Октябрьский      | посёлок                         | ↘14       |
| 17 | Осьмушка         | посёлок                         | ↘27       |
| 18 | Северные Печи    | посёлок                         | ↗1026     |
| 19 | Селянкино        | посёлок                         | ↗130      |
| 20 | Смородинка       | село                            | ↗1319     |
| 21 | Сыростан         | посёлок железнодорожной станции | ↘202      |
| 22 | Сыростан         | село                            | ↗1079     |
| 23 | Тургояк          | посёлок железнодорожной станции | ↘11       |
| 24 | Тургояк          | посёлок                         | ↗2618     |
| 25 | Тыелга           | посёлок                         | ↗267      |
| 26 | Урал-Дача        | посёлок                         | ↗54       |
| 27 | Устиново         | село                            | ↘587      |
| 28 | Хребет           | посёлок железнодорожной станции | ↗806      |
| 29 | Черновское       | село                            | ↗1376     |

Миасский городской округ разделён на территории, подведомственные шести территориальным отделам Администрации округа, три из них (Северный, Центральный и Южный) в пределах границ города Миасса включают городские кварталы и микрорайоны (а также посёлки Тургояк, Золотой Пляж, Михеевка и Северные Печи), а ещё три (Новоадреевский, Сыростанский и Черновской) включают остальные сельские населённые пункты округа.